# Permetrin
A permetrin a piretroidok közé tartozó rovar- és atkairtó hatóanyag, amelyet tetű- és bolhairtóként a humán- és állatgyógyászatban, biocidként pedig általános rovarirtószerekben alkalmaznak. Környezetkárosító hatása miatt 2003 óta az Európai Unióban nem használható növényvédőszerként. Az őszi margitvirágban található természetes rovarölő anyag alapján fejlesztették ki, majd kezdték el ipari gyártását.

## Fizikai-kémiai tulajdonságai
A permetrin molekulájának két királis centruma és ennek megfelelően négy sztereoizomerje van: (1S,3R)-transz, (1R,3S)-transz, (1S,3S)-cisz, (1R,3R)-cisz. A cisz-transz izomerek aránya általában 25:75%.
A permetrin sárgásbarna, jellegzetesen aromás szagú, viszkózus folyadék. Vízben gyakorlatilag oldhatatlan (<0,00495 - 0,18 mg/l, de szerves oldószerekkel jól elegyedik (>250 g/l). Oktanol-víz megoszlási hányadosa logKow = 4,67. Nem illékony, gőznyomása 2,155·10−6 Pa.

## Alkalmazása
A permetrin rovarokkal és atkákkal szemben kontakt idegméregként viselkedik, izomrángásokat, bénulást, végül pusztulást okoz. Kisebb mértékben riasztó hatással is rendelkezik. Széleskörűen használt rovarirtó, megtalálható orvosi és állatorvosi felhasználásra szánt tetű- és bolhairtókban, kullancsirtókban, háztartási rovarirtókban vagy faanyagvédőkben. A kártevők egy része (pl. csótányok vagy tetvek esetében figyelték meg) már többé-kevésbé rezisztens a permetrinnel szemben.  
A permetrin az Európai Unióban átesett a biocidok felülvizsgálati programján és felvették az engedélyezett hatóanyagok listájára.

## Toxicitása
A rovarok esetében a permetrin, akárcsak a többi piretroid vegyület az idegsejtek nátriumcsatornáihoz kapcsolódva akadályozza azok nyílását és záródását, lassítva ezzel az idegingerület terjedési sebességét. Az emlősöknél hasonló hatás csak egészen minimális mértékben tapasztalható, náluk a permetrin nagyobb dózisban a májat károsítja. Az emésztőrendszerből gyakorlatilag teljesen, bőrön át mintegy 3%-ban szívódik fel. Patkányok esetében az LD50 = 480–1623 mg/testsúlykg. Egyes esetekben allergiás reakciót válthat ki a bőrön. 
A macskák anyagcseréje jóval lassabban bontja le a permetrint, mint más emlősöké (pl. kutya), azért a vegyület számukra sokkal toxikusabb. Macskákon nem szabad permetrintartalmú terméket alkalmazni. A mérgezés tünetei: izomrángások, koordinálatlan mozgás, nyáladzás, láz, kitágult pupillák. Ilyenkor le kell tisztítani róla a terméket (bolhapor) és minél előbb állatorvoshoz kell fordulni, aki izomlazító szerekkel mérsékelheti a tüneteket. A permetrinnek nincs megfelelő ellenmérge.

## Veszélyességi besorolása
Az 1272/2008/EK európai rendelet alapján a következő figyelmeztető mondatokkal és piktogramokkal rendelkezik:
- H302 -	Lenyelve ártalmas
- H317 -	Allergiás bőrreakciót válthat ki
- H332 -	Belélegezve ártalmas
- H410 - Nagyon mérgező a vízi élővilágra, hosszan tartó károsodást okoz